# Metabolism anaerob

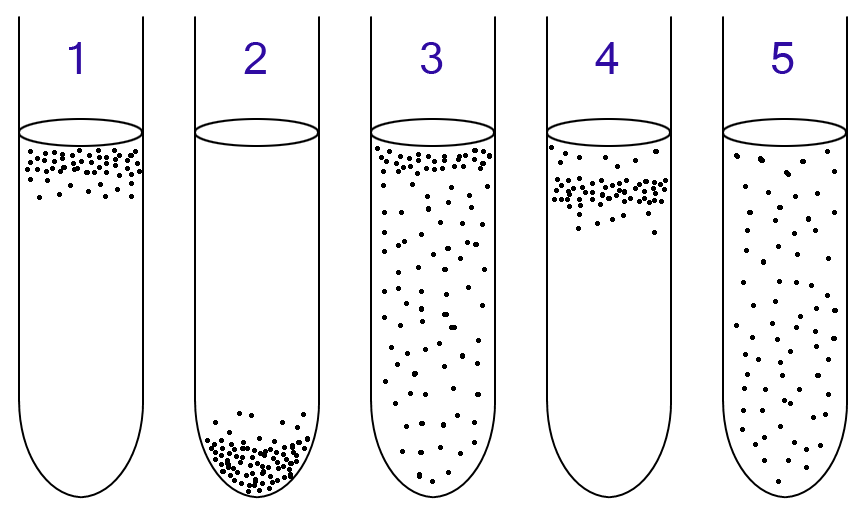
Bacteriile anaerobe diferite se comportă diferențiat atunci când cresc în cultură lichidă: bacteriile aerobe obligate se adună în partea de sus a eprubetei pentru a absorbi cantitatea maximă de oxigen. Bacteriile anaerobe obligate se adună în partea de jos pentru a evita oxigenul.

Anaerob (despre unele procese metabolice) se referă la microorganismele care nu au nevoie de aer pentru îndeplinirea unor funcții.